# Động đất dưới đại dương
Một trận Động đất dưới đại dương hay động đất dưới đáy biển, hoặc trận động đất dưới nước là một trận động đất xảy ra dưới nước, ở dưới đáy của một vùng nước, đặc biệt là đại dương. Chúng là nguyên nhân hàng đầu của sóng thần. Độ lớn của nó có thể được đo một cách khoa học,bằng cách sử dụng các thang độ lớn mô men và cường độ có thể được đo sử dụng thang đo Mercalli.
Hiểu biết về kiến tạo mảng giúp giải thích căn nguyên của động đất dưới đại dương. Bề mặt của trái Đất hay thạch quyển bao gồm các mảng kiến tạo mà trung bình dày khoảng 50 dặm, và đang tiếp tục di chuyển rất từ từ trên lớp mắc ma ở quyển mềm và bên trong lớp manti. Các mảng hội tụ chồng chéo nhau, mảng ở trên mảng ở dưới, hoặc một số nơi chịu áp lực trượt, di chuyển theo chiều ngang. Phong trào ít gọi là lỗi leo được nhỏ và không thể đo lường. Các tấm gặp nhau, và nếu thô điểm gây ra sự chuyển động để dừng lại ở các cạnh, chuyển động của các tấm tiếp tục. Khi thô điểm không còn có thể giữ, phát hành bất ngờ của xây dựng lên chuyển động chí, và sự chuyển động đột ngột dưới đáy biển nguyên nhân tàu ngầm một trận động đất. Khu vực này của trượt cả ngang dọc được gọi là chấn tâm, và có mức độ cao nhất, và gây ra những thiệt hại lớn nhất.
Động đất dưới đại dương làm thay đổi đáy biển, tạo ra một loạt các con sóng, và phụ thuộc vào độ dài và độ lớn của trận động đất, sóng thần được tạo ra gây thiệt hại về tài sản và người ở các thành phố ven biển.
Động đất dưới đại dương cũng có thể làm hỏng cáp ngầm dẫn đến dán đoạn Internet và mạng điện thoại quốc tế ở những khu vực. Đặc biệt ở châu Á, nơi có nhiều đường cáp ngầm dẫn qua khu có động đất như Vành đai lửa Thái Bình Dương.

## Ranh giới mảng kiến tạo

Ranh giới các mảng kiến tạo, cho thấy hướng hội tụ của các mảng.

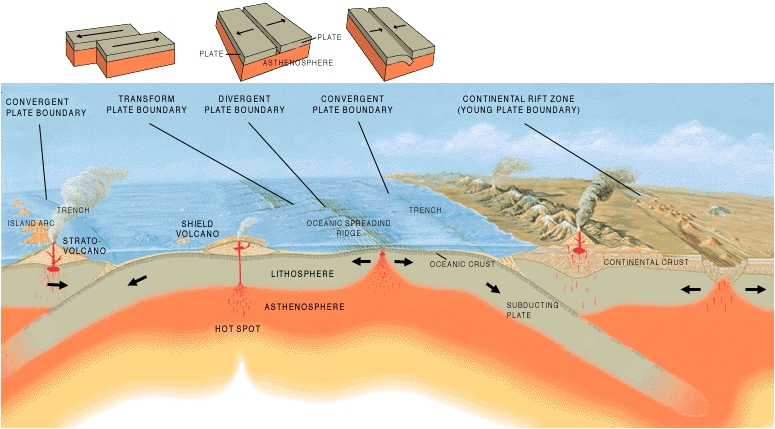
Loại khác ranh giới khác nhau

Có những cách khác nhau mà các mảng cọ vào nhau dưới đại dương hay đáy biển để tạo ra động đất dưới đại dương. Loại ma sát được tạo ra có thể là do đặc tính của đứt gãy hoặc ranh giới mảng kiến tạo. Một số khu vực thường có sóng thần lớn và động đất dưới đại dương là vành đai lửa Thái Bình Dương và đứt gãy lớn Sumatra.

### Ranh giới hội tụ
Mảng già hơn, đặc hơn di chuyển dưới mảng nhẹ hơn. Khi nó di chuyển xuống càng nhiều, nó càng trở nên nóng hơn, cho đến cuối cùng tan chảy hoàn toàn ở quyển mềm. Vị trí mà hai mảng đại dương thực sự gặp nhau trở nên sâu hơn tạo ra những rãnh hoạt động. Đó là một sự tương tác của đá ở thạch quyển, nham thạch ở quyển mềm, nước biển lạnh có khối lượng riêng khác nhau và sự di chuyển của mảng ví dụ như vành đai lửa Thái Bình Dương. Vì vậy, các rãnh đại dương sẽ là vị trí động đấg dưới đại dương; ví dụ như rãnh Mariana, rãnh Puerto Rico, và cung núi lửa dọc trên Đứt gãy lớn Sumatra.

### Ranh giới chuyển dạng
Một ranh giới chuyển dạng là nơi mà hai mảng sẽ trượt qua nhau. Thạch quyển ở đây không phải được thêm vào từ quyển mềm cũng không phải nó tự phá hủy như ở ranh giới hội tụ. Ví dụ, dọc theo khu vực đứt gãy trượt San Andreas, mảng Thái Bình Dương đã và đang di chuyển khoảng 5 cm/năm theo hướng tây bắc, trong khi các mảng Bắc Mỹ đang di chuyển về phía nam-đông.

### Ranh giới phân kỳ
Việc dòng đối lưu nâng lên xảy ra khi hai mảng đang di chuyển xa nhau ra. Do đó tại khoảng cách giữa hai mảng, mắc ma dâng lên, nguội đi, đông cứng lại, và gắn vào một hoặc cả hai mảng kiến tạo tạo ra sống núi giữa đại dương. Khi rạn nứt lại xuất hiện một lần nữa, dung nham sẽ lại tăng lên, và tạo thành lớp vỏ thạch quyển mới. Nếu điểm yếu giữa hai tấm cho phép nhiệt và áp lực của các quyển mềm tích tụ trong một khoảng thời gian lớn, một lượng lớn mắc ma sẽ được giải phóng viền các mảng và sẽ đông cứng lại dưới các viền mảng vừa được nâng lên, xem sự hình thành của núi lửa dưới đại dương. Nếu rạn nứt có thể tách ra vì hai tấm di chuyển ra xa nhau, trong một chuyển động đột ngột, một trận động đất nhỏ có thể được tạo ra ví dụ ở sống núi giữa Đại Tây Dương giữa Bắc Mỹ và châu Phi.

## Danh sách những trận động đất lớn dưới đại dương
Sau đây là danh sách những trận động đất lớn dưới đại dương.
| Ngày       | Sự kiện                   | Vị trí                                                                                           | Ước tính Thang độ lớn mô men ({\displaystyle M_{w}}) | Chú thích |
| ---------- | ------------------------- | ------------------------------------------------------------------------------------------------ | ---------------------------------------------------- | --- |
| 11/03/2011 | Động đất Tōhoku 2011      | Chấn tâm 130 km từ bờ đông bán đảo Oshika, Tōhoku, với chấn tiêu ở độ sâu 32 km                  | 9,0                                                  | Đây là động đất lớn nhất ở Nhật Bản. |
| 26/12/2006 | Động đất Đài Loan 2006    | Chấn tâm gần bờ biển đông nam Đài Loan, ở Eo biển Luzon, kết nối Biển Đông với Biển Philippines. | 7,1                                                  | |
| 26/12/2004 | Động đất Ấn Độ Dương 2004 | Chấn tâm gần bờ biển tây bắc Sumatra, Indonesia.                                                 | 9,3                                                  | Đây là động đất lớn thứ ba trong lịch sử và tạo ra một trận Sóng thần rất lớn, tạo ra sự phá huỷ trên diện rộng, làm 230.000 người chết xung quanh Vịnh Bengal và Ấn Độ Dương. |
| 04/05/1998 |                           | Một phần của đảo Yonaguni đã bị quá huỷ bởi một trận động đất dưới đại dương.                    |                                                      | |
| 22/05/1960 | Động đất Valdivia 1960    | Chấn tâm gần bờ biển nam trung Chile.                                                            | 9,5                                                  | Đây là trận động đất lớn nhất được ghi nhận. |
| 20/12/1946 | Động đất Nankaido 1946    | Chấn tâm gần bờ biển nam Bán đảo Kii và Shikoku, Nhật Bản.                                       | 8,1                                                  | |
| 07/12/1944 | Động đất Tōnankai 1944    | Chấn tâm khoảng 20 km từ bờ biển bán đảo Shima ở Nhật Bản.                                       | 8,0                                                  | |
| 18/11/1929 | Động đất Grand Banks 1929 | Chấn tâm ở Grand Banks, gần bờ biển phía nam Lãnh thổ tự trị Newfoundland ở Đại Tây Dương.       | 7,2                                                  | |
| 15/06/1896 | Động đất Sanriku 1896     | Chấn tâm gần bờ biển Sanriku đông bắc Honshu, Nhật Bản.                                          | 8,5                                                  | |
| 04/04/1771 |                           | Chấn tâm gần Quần đảo Yaeyama ở Okinawa, Nhật Bản.                                               | 7,4                                                  | |
| 26/01/1700 | Động đất Cascadia 1700    | Chấn tâm ngoài khơi từ Đảo Vancouver đến California.                                             | ~9,0                                                 | Đây là một trong những trận động đất lớn nhất được ghi nhận |